# Marockos herrlandslag i fotboll
Marockos herrlandslag i fotboll har deltagit i VM i fotboll på herrsidan åren 1970, 1986, 1994, 1998, 2018 och 2022. De har även deltagit i olympiska spelen 1964, 1972, 1984 och 1992.
Laget spelade sin första match den 22 december 1928, då Marocko ännu stod under franskt protektorat, då de föll med 1-2 hemma mot franska B-landslaget.
Vid VM 2022 i Qatar, som spelades i slutet av november och början-mitten av december, gick Marocko till semifinal där man förlorade med 0–2 mot Frankrike. I matchen om tredje pris förlorade man med 1–2 mot Kroatien. Semifinalen och fjärdeplatsen blev dock den bästa placering någonsin som ett afrikanskt lag nått i VM.

## Afrikanska mästerskapet
- 1972 deltog laget för första gången i African Nations Cup, men avancerade inte från spelet.
- 1976 var Marocko tillbaks och hamnade i en lätt grupp. Det sista gruppspelet gick också bra. Laget slog Egypten med 2-1, samt Nigeria med samma siffror och spelade även 1-1 mot Guinea vilket räckte för guldet.
- 1978 var laget tillbaks men åkte ut redan i gruppspelet.
- 1980 gick Marocko vidare från gruppspelet. I semifinalen förlorade laget med 0-1 mot Nigeria. I bronsmatchen slog de Egypten med 2-0.
- 1986 gick laget också vidare från gruppspelet. De förlorade med 0-1 mot Egypten i semifinalen. I bronsmatchen förlorade Marocko med 2-3 mot Elfenbenskusten.
- 1988 hade Marocko hemmaplan. Laget gick vidare från gruppspelet. De förlorade semifinalen med 0-1 mot Kamerun och förlorade även bronsmatchen på straffar mot Algeriet.
- 1992 kom laget sist i gruppspelet.
- 1998 gick Marocko vidare från gruppspelet. I kvartsfinalen förlorade de med 1-2 mot Sydafrika (som senare gick till final).
- 2000 gick laget inte vidare från gruppspelet.
- 2002 gick laget inte vidare från gruppspelet.
- 2004 gick laget vidare från gruppspelet. I kvartsfinalen slog de ut Algeriet i förlängning (3-1). I semifinalen utklassade de Mali med klara 4-0. I finalen förlorade Marocko med 1-2 mot värdnationen Tunisien. Trots förlusten så är det en av Marockos bästa insatser.
- 2006 gick laget inte vidare från gruppspelet.
- 2008 gick laget inte vidare från gruppspelet.
- I kvalet för VM 2010 i fas 2 och missade därmed African nations cup för första gången sedan 1996.
- 2012 gick laget inte vidare från gruppspelet.
- 2013 gick laget inte vidare från gruppspelet.
- 2015 ville man[förtydliga] inte arrangera turneringen på grund av Ebolautbrottet i Västafrika 2014.
- 2017 gick laget vidare från gruppspelet. I kvartsfinalen förlorade de med 1-0 mot Egypten (som senare gick till final).
- 2019 gick laget vidare från gruppspelet. I åttondelsfinalen förlorade Marocko mot Benin på straffar.
- 2021 gick laget vidare från gruppspelet. I åttondelsfinalen besegrade de Malawi med 2-1 men i kvartsfinalen åkte de ut mot Egypten (som senare gick till final) efter förlängning.

## VM
- 1970 kom laget sista i sin grupp
- 1986 nådde laget åttondelsfinalen, där laget besegrades med 0-1 av blivande finalisterna Västtyskland.
- 1994 kom laget sist i gruppspelet
- 1998 kom laget trea i gruppspelet vilket inte räckte för vidare spel.
- 2018 kom laget sist i gruppen
- 2022 slutade laget på fjärde plats

## Spelartruppen
Följande 26 spelare var uttagna till Världsmästerskapet i fotboll 2022.
Matcher och mål är uppdaterade per den 10 december 2022 efter matchen mot Portugal.
| Nr | Pos. | Namn                 | Födelsedatum (ålder) | Matcher | Mål |              | Klubb               |
| -- | ---- | -------------------- | -------------------- | ------- | --- | ------------ | ------------------- |
| 1  | MV   | Yassine Bounou       | 5 april 1991         | 50      | 0   | Spanien      | Sevilla             |
| 12 | MV   | Munir Mohamedi       | 10 maj 1989          | 44      | 0   | Saudiarabien | Al Wehda            |
| 22 | MV   | Ahmed Reda Tagnaouti | 5 april 1996         | 3       | 0   | Marocko      | Wydad AC            |
|    |      |                      |                      |         |     |              |                     |
| 2  | F    | Achraf Hakimi        | 4 november 1998      | 59      | 8   | Frankrike    | Paris Saint-Germain |
| 3  | F    | Noussair Mazraoui    | 14 november 1997     | 19      | 2   | Tyskland     | Bayern München      |
| 5  | F    | Nayef Aguerd         | 30 mars 1996         | 26      | 1   | England      | West Ham United     |
| 6  | F    | Romain Saïss         | 26 mars 1990         | 71      | 2   | Turkiet      | Beşiktaş            |
| 18 | F    | Jawad El Yamiq       | 29 februari 1992     | 16      | 2   | Spanien      | Valladolid          |
| 20 | F    | Achraf Dari          | 6 maj 1999           | 6       | 0   | Frankrike    | Brest               |
| 24 | F    | Badr Benoun          | 30 september 1993    | 5       | 0   | Qatar        | Qatar SC            |
| 25 | F    | Yahia Attiyat Allah  | 2 mars 1995          | 6       | 0   | Marocko      | Wydad AC            |
|    |      |                      |                      |         |     |              |                     |
| 4  | MF   | Sofyan Amrabat       | 21 augusti 1996      | 44      | 0   | Italien      | Fiorentina          |
| 7  | MF   | Hakim Ziyech         | 19 mars 1993         | 48      | 19  | England      | Chelsea             |
| 8  | MF   | Azzedine Ounahi      | 19 april 2000        | 15      | 2   | Frankrike    | Angers              |
| 11 | MF   | Abdelhamid Sabiri    | 28 november 1996     | 6       | 1   | Italien      | Sampdoria           |
| 13 | MF   | Ilias Chair          | 30 oktober 1997      | 11      | 1   | England      | Queens Park Rangers |
| 15 | MF   | Selim Amallah        | 15 november 1996     | 29      | 4   | Belgien      | Standard Liège      |
| 23 | MF   | Bilal El Khannous    | 10 maj 2004          | 0       | 0   | Belgien      | Genk                |
| 26 | MF   | Yahya Jabrane        | 18 juni 1991         | 7       | 0   | Marocko      | Wydad AC            |
|    |      |                      |                      |         |     |              |                     |
| 9  | A    | Abderrazak Hamdallah | 17 december 1990     | 21      | 6   | Saudiarabien | Al-Ittihad          |
| 10 | A    | Anass Zaroury        | 7 november 2000      | 1       | 0   | England      | Burnley             |
| 14 | A    | Zakaria Aboukhlal    | 18 februari 2000     | 15      | 3   | Frankrike    | Toulouse            |
| 16 | A    | Abde Ezzalzouli      | 17 december 2001     | 4       | 0   | Spanien      | Osasuna             |
| 17 | A    | Sofiane Boufal       | 17 september 1993    | 37      | 6   | Frankrike    | Angers              |
| 19 | A    | Youssef En-Nesyri    | 1 juni 1997          | 55      | 17  | Spanien      | Sevilla             |
| 21 | A    | Walid Cheddira       | 22 januari 1998      | 4       | 0   | Italien      | Bari                |